# Augochlorini
Augochlorini is een geslachtengroep van vliesvleugelige insecten uit de familie Halictidae.

## Geslachten
- Andinaugochlora
- Ariphanarthra
- Augochlora
- Augochlorella
- Augochlorodes
- Augochloropsis
- Caenaugochlora
- Ceratalictus
- Chlerogas
- Chlerogella
- Chlerogelloides
- Corynura
- Corynurella
- Halictillus
- Ischnomelissa
- Megalopta
- Megaloptidia
- Megaloptilla
- Megaloptina
- Megommation
- Micrommation
- Neocorynura
- Neocorynurella
- Oligochlora
- Paracorynurella
- Paroxystoglossa
- Pereirapis
- Pseudaugochlora
- Rhectomia
- Rhinocorynura
- Rhynchochlora
- Stilbochlora
- Temnosoma
- Thectochlora
- Xenochlora